# Карлайл (аэропорт)
Аэропорт Карлайл (англ. Carlisle Lake District Airport) — региональный аэропорт, расположенный в 9 километрах от Карлайла в Англии.

## История
В мае 2009 года компания Stobart Group стала владельцем аэропорта.
В 2017 году при поддержке Cumbria Local Enterprise Partnership, которая вложила 5 миллионов фунтов стерлингов, был реализован проект по реконструкции взлетно-посадочной полосы и терминала.
В январе 2018 года стало известно, что аэропорт вновь будет обслуживать регулярные пассажирские рейсы, которые не выполнялись с 1993 года. Однако запуск рейсов состоялся только летом 2019 года. Loganair начал выполнять полёты в Белфаст, Дублин и Лондон
В ноябре 2019 года городской совет Карлайла поддержал аэропорт в его стремлении получить статус свободного порта, который позволит применять к нему особый налоговый режим.
С 27 марта 2020 год аэропорт остановил обслуживание рейсов из-за пандемии коронавируса.